# 洛帕斯尼亞河

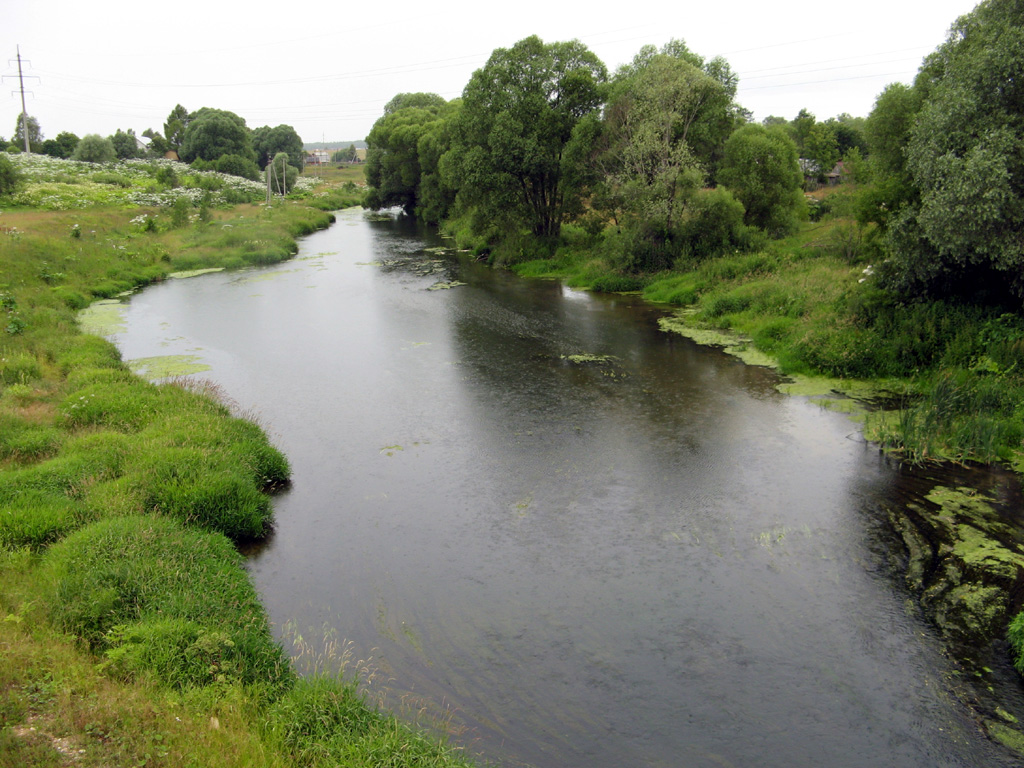
洛帕斯尼亞河

洛帕斯尼亞河是俄羅斯的河流，流經莫斯科直辖市和莫斯科州，屬於奧卡河的左支流，河道全長108公里，流域面積1,090平方公里，平均流量每秒6.76立方米，河畔城鎮有契訶夫。